# Unione Sportiva Toma Maglie 1953-1954
Questa voce raccoglie le informazioni riguardanti l'Unione Sportiva Antonio Toma Maglie nelle competizioni ufficiali della stagione 1953-1954.

## Organigramma societario
Area direttiva
- Presidente: Catalano

Area tecnica
- Allenatore: Pantani - Dino Bovoli

## Rosa
| N. |                   | Ruolo | Calciatore  |
| -- | ----------------- | ----- | ----------- |
|    | Italia (bandiera) | P     | Folli       |
|    | Italia (bandiera) | P     | De Pascalis |
|    | Italia (bandiera) | D     | Conforti    |
|    | Italia (bandiera) | D     | Scacchi     |
|    | Italia (bandiera) | D     | Spagnolo    |
|    | Italia (bandiera) | D     | Tresoldi    |
|    | Italia (bandiera) | C     | Francesconi |
|    | Italia (bandiera) | C     | Giorgino    |
|    | Italia (bandiera) | C     | Lucianetti  |
|    | Italia (bandiera) | C     | Nesti       |

| N. |                   | Ruolo | Calciatore    |
| -- | ----------------- | ----- | ------------- |
|    | Italia (bandiera) | C     | Paolinelli    |
|    | Italia (bandiera) | C     | Rizzo I       |
|    | Italia (bandiera) | C     | Rizzo II      |
|    | Italia (bandiera) | C     | Roccheggiani  |
|    | Italia (bandiera) | C     | Mario Vergani |
|    | Italia (bandiera) | A     | Luciano Bacci |
|    | Italia (bandiera) | A     | Cappello      |
|    | Italia (bandiera) | A     | Puce          |
|    | Italia (bandiera) | A     | Tarantelli    |
|    | Italia (bandiera) | A     | Veglianetti   |

## Risultati

### Serie C

#### Girone di andata
| Arbitro: | Migliorini (Firenze) |

|                            |           |          |
| Carnevali 5’ Tosi 67’, 89’ | Marcatori | Bacci 5’ |

| Arbitro: | Poggi (Imola) |

|         |           |                                   |
| Puce 6’ | Marcatori | 44’, 53’, 76’ Vicpalek 89’ Fabbri |

| Carrara 27 settembre 1953 3ª giornata | Carrarese           | 0 – 0 | Maglie | \| Arbitro: \| Notargiacomo (Roma) \| |
| Arbitro:                              | Notargiacomo (Roma) |       |        |                                       |

| Arbitro: | Migliorini (Firenze) |

|                             |           |  |
| Ferrari 47’, 60’ Cuoghi 56’ | Marcatori |  |

| Arbitro: | Moriconi (Roma) |

|                                    |           |  |
| Tarantelli 47’ Veglianetti 9’, 46’ | Marcatori |  |

| Arbitro: | Gronda (Milano) |

|                 |           |             |
| Veglianetti 32’ | Marcatori | 35’ D'Avino |

| Arbitro: | Andreoni (Milano) |

|                          |           |           |
| Buda 12’, 30’ Merlin 31’ | Marcatori | 35’ Nesti |

| Arbitro: | Canepa (Genova) |

|  |           |                  |
|  | Marcatori | Bozzato 18’, 35’ |

| Arbitro: | Ronchi (Bologna) |

|                                                |           |                |
| Torreano 21’ Giorgino 35 aut.’ Vicari 80 rig.’ | Marcatori | Galli 16 aut.’ |

| Arbitro: | Gronda (Milano) |

|               |           |  |
| Scroccaro 79’ | Marcatori |  |

| Maglie 29 novembre 1953 11ª giornata | Maglie          | 0 – 0 | Livorno | Stadio Antonio Tamborino (3.000 spett.)\| Arbitro: \| Caputo (Napoli) \| |
| Arbitro:                             | Caputo (Napoli) |       |         |                                                                          |

| Arbitro: | Raule (Roma) |

|              |           |  |
| Cappello 81’ | Marcatori |  |

| Maglie 20 dicembre 1953 13ª giornata | Maglie       | 0 – 0 | Sambenedettese | Stadio Antonio Tamborino (1.000 spett.)\| Arbitro: \| Adami (Roma) \| |
| Arbitro:                             | Adami (Roma) |       |                |                                                                       |

| Arbitro: | Cerruti (Legnano) |

|                                                                 |           |                 |
| Boniforti 11’ Baccalini 12’ Macchi 13’ Bellotti 46’ Bonaiti 75’ | Marcatori | 78’ Veglianetti |

| Arbitro: | Smorto (Reggio Calabria) |

|                                                              |           |                            |
| Veglianetti 8’, 64’ Lucianetti 11’ Vergnani 30’ Cappello 67’ | Marcatori | 15’, 74’ Mari 83’ Arrigoni |

| Arbitro: | Notargiacomo (Roma) |

|                        |           |                |
| Rizzato 13’ Zoboli 77’ | Marcatori | Lucianetti 58’ |

| Maglie 17 gennaio 1954 17ª giornata | Maglie         | 0 – 0 | Siracusa | Stadio Antonio Tamborino\| Arbitro: \| Alterio (Roma) \| |
| Arbitro:                            | Alterio (Roma) |       |          |                                                          |

#### Girone di ritorno
| Arbitro: | Petrucci (Verona) |

|                     |           |            |
| Lucianetti 15’, 28’ | Marcatori | Molina 48’ |

| Arbitro: | Notargiacomo (Roma) |

|                                 |           |                 |
| Darni 9’ Sangiorgi 25’ Vicpalek | Marcatori | Veglianetti 26’ |

| Arbitro: | Griggi (Brescia) |

|                                                                            |           |                      |
| Scacchi 15’ (rig.) Paolinelli 21’ Veglianetti 23’ Tarantelli 60’, 75’, 89’ | Marcatori | Gagliardi 17’ (rig.) |

| Arbitro: | Di Gregorio (Legnano) |

|                          |           |              |
| Veglianetti 9’, 55’, 67’ | Marcatori | Castaldi 73’ |

| Arbitro: | Simoni (Bergamo) |

|                          |           |  |
| Canonico 18’ Dal Bon 63’ | Marcatori |  |

| Arbitro: | Famulari (Messina) |

|                                          |           |                 |
| Corti 43’, 66’ D'Avino 43’ Altobello 80’ | Marcatori | Veglianetti 76’ |

| Arbitro: | Raule (Roma) |

|                |           |            |
| Veglianetti 5’ | Marcatori | Maluta 21’ |

| Arbitro: | Moriconi (Roma) |

|                              |           |  |
| Bislenghi 89’ Stabellini 39’ | Marcatori |  |

| Arbitro: | Smorto (Reggio Calabria) |

|                     |           |  |
| Giorgino 68’ (rig.) | Marcatori |  |

| Arbitro: | Arpaia (Roma) |

|                       |           |  |
| Cappello 4’ Nesti 54’ | Marcatori |  |

| Arbitro: | Savi (Bergamo) |

|                                                          |           |  |
| Bartolaccini 5’ (rig.) Balleri 17’ Cappa 60’ Taccola 89’ | Marcatori |  |

| Arbitro: | Poggi (Pisa) |

|                |           |                               |
| Albertelli 32’ | Marcatori | Veglianetti 9’ Lucianetti 50’ |

| Arbitro: | Griggi (Brescia) |

|                          |           |  |
| Bronzoni 46’ (rig.), 85’ | Marcatori |  |

| Maglie 9 maggio 1954 31ª giornata | Maglie              | 2 – 0 | Lucchese | Stadio Antonio Tamborino (3.000 spett.)\| Arbitro: \| Notargiacomo (Roma) \| |
| Arbitro:                          | Notargiacomo (Roma) |       |          |                                                                              |

| Arbitro: | Migliorini (Firenze) |

|                           |           |                 |
| Mari 27’ Toscani 59’, 87’ | Marcatori | Veglianetti 34’ |

| Arbitro: | Ferrari (Firenze) |

|                             |           |  |
| Giorgino 89’ Lucianetti 88’ | Marcatori |  |

| Arbitro: | Ferrari (Firenze) |

|                                       |           |             |
| Petrozzi 20’ Fontana 30’ Cavaleri 34’ | Marcatori | Rizzo I 72’ |

## Statistiche

### Statistiche di squadra
| Competizione | Punti | In casa | In casa | In casa | In casa | In casa | In casa | In trasferta | In trasferta | In trasferta | In trasferta | In trasferta | In trasferta | Totale | Totale | Totale | Totale | Totale | Totale | DR  |
| Competizione | Punti | G       | V       | N       | P       | Gf      | Gs      | G            | V            | N            | P            | Gf           | Gs           | G      | V      | N      | P      | Gf     | Gs     | DR  |
| ------------ | ----- | ------- | ------- | ------- | ------- | ------- | ------- | ------------ | ------------ | ------------ | ------------ | ------------ | ------------ | ------ | ------ | ------ | ------ | ------ | ------ | --- |
| Serie C      | 28    | 17      | 10      | 5       | 2       | 30      | 14      | 17           | 1            | 1            | 15           | 11           | 44           | 34     | 11     | 6      | 17     | 41     | 58     | -17 |
| Totale       | 28    | 17      | 10      | 5       | 2       | 30      | 14      | 17           | 1            | 1            | 15           | 11           | 44           | 34     | 11     | 6      | 17     | 41     | 58     | -17 |

### Statistiche dei giocatori
| Giocatore    | Serie C  | Serie C |
| Giocatore    | Presenze | Reti    |
| ------------ | -------- | ------- |
| Bacci        | 4        | 1       |
| Cappello     | 33       | 3       |
| Conforti     | 26       | 0       |
| De Pascalis  | 16       | - 28    |
| Folli        | 18       | - 30    |
| Francesconi  | 25       | 0       |
| Giorgino     | 33       | 2       |
| Lucianetti   | 24       | 6       |
| Nesti        | 17       | 2       |
| Paolinelli   | 13       | 1       |
| Puce         | 5        | 1       |
| Rizzo I      | 1        | 1       |
| Rizzo II     | 1        | 0       |
| Roccheggiani | 14       | 0       |
| Scacchi      | 31       | 1       |
| Spagnolo     | 2        | 0       |
| Tarantelli   | 26       | 4       |
| Tresoldi     | 31       | 0       |
| Veglianetti  | 31       | 17      |
| Vergnani     | 23       | 1       |

### Statistiche sui derby
| Squadre               | Andata | Ritorno |
| --------------------- | ------ | ------- |
| Arsenaltaranto-Maglie | 3-0    | 1-3     |
| Maglie-Lecce          | 0-2    | 0-2     |

| Vinte | Pareggiate | Perse | Gf | Gs |
| ----- | ---------- | ----- | -- | -- |
| 1     | 0          | 3     | 3  | 8  |